# Calle de Salustiano Olózaga
La calle de Salustiano Olózaga es una vía de la ciudad de Madrid en el distrito de Salamanca, que une el paseo de Recoletos con la plaza de la Independencia, en dirección oeste-este. Está dedicada al alcalde y gobernador de Madrid Salustiano Olózaga.

## Historia
Nacida como calle de la Independencia sobre los terrenos liberados tras la demolición del convento de Copacabana hacia 1840, se le dio luego el de Olózaga que tenía la que antes y después se ha llamado calle de la Princesa.
Durante la Primera República Española (1873-1874) se llamó calle de Estella, y en el periodo del franquismo, entre 1940 y 1981, llevó el nombre de calle de los Héroes del Diez de Agosto.
En la década de 1880 estuvo instalado en el número 4 el primer Teatro Recoletos que fue destruido por un incendio. Junto a él estuvieron las oficinas del palacio de Salamanca, luego Banco Hipotecario, en cuyos pabellones hubo «un establecimiento balneario» (ocupado luego por la redacción del periódico El Universo y la Tenencia de Alcaldía y Casa de Socorro del antiguo distrito de Buenavista, centro sanitario en el que falleció Eduardo Dato el 8 de marzo de 1921.
Pedro de Répide la ordena en el antiguo barrio de la Biblioteca del también antiguo distrito de Buenavista, y dependiente de la parroquia de San José. La calle cuenta con vetustos y señoriales edificios, rehabilitados en las primeras décadas del siglo xxi, y algunos albergando espacios internacionales como el palacio de Arenzana en el n.º 9, sede de la embajada de Francia en España.